# Canadian pacer
Le Canadian pacer est une race de chevaux de selle originaire du Canada, désormais éteinte.

## Histoire
L'origine du Canadian pacer se trouve dans les juments françaises importées dans les provinces du Canada. Ces juments furent probablement croisées avec des chevaux néerlandais et anglais mais les influences exactes du Canadian pacer ne sont pas connues, on suppose que la race descend du cheval Anglo-normand et d'une race de cheval d'allure, le  Narragansett Pacer, ou d'un autre cheval d'allure anglais élevé dans les années 1820. Le cheval canadien était un petit cheval endurant et très courageux, mais il ne possédait pas d'allures supplémentaires, le Canadian pacer est donc nécessairement issu de croisements avec le Narragansett Pacer.

## Description
Le Canadian Pacer était un cheval de petite taille, au moins aussi robuste que le Narragansett. Ils étaient décrits comme ayant une grosse tête en comparaison à leur corps plutôt fin, et de petits yeux. Le Canadian Pacer influença le Tennessee Walker, l'American Saddlebred et le Standardbred. 
Le plus célèbre étalon Canadian Pacer fut le noir rouanné Tom Hal, qui naquit au Canada en 1806 et fut amené au Kentucky. Il a eu une très grande influence sur les trois races mentionnées plus haut. Un autre étalon influent fut Old Pacer Pilot, né en 1826,  que l'on retrouve parmi les ancêtres de nombreux chevaux d'allure.

## Utilisations
Le Canadian Pacer est partiellement à l'origine de la race du cheval canadien.

## Diffusion de l'élevage
Le guide Delachaux (2014) le comptabilise parmi les races de chevaux éteintes.